# Salamanderverwandte
Die Salamanderverwandten (Salamandroidea) stellen in der systematischen Einteilung eine Überfamilie der Schwanzlurche (Caudata oder Urodela) dar. Alle Arten verfügen gemeinsam über folgende anatomischen Merkmale:
Die Wirbelkörper sind amphicoel bis ophistocoel geformt. Die erwachsenen Tiere besitzen keine Kiemenlöcher oder äußere Kiemen; die Gaumenzähne stehen in zwei Längsreihen.
Zu den Salamandroidea zählen neben "typischen" Salamandern und Molchen auch die Aalmolche (Amphiumidae) – ihre Körperform ist aalartig mit vier kleinen stummelförmigen Beinen und winzigen, reduzierten Zehen; sie haben eine Kammleiste auf dem Rücken und leben rein aquatil.
Die Familien der Salamanderverwandten:
- Querzahnmolche, Ambystomatidae Gray, 1850
  - Gattung Eigentliche Querzahnmolche (Ambystoma Tschudi 1838)
  - Gattung Riesenquerzahnmolche (Dicamptodon Strauch, 1870)
- Aalmolche, Amphiumidae Gray, 1825
- Lungenlose Salamander, Plethodontidae Gray, 1850
- Olme, Proteidae Gray, 1825
- Rhyacotritonidae Tihen, 1958
- Echte Salamander und Molche, Salamandridae Goldfuss, 1820